# Malva vidalii
Malva vidalii là một loài thực vật có hoa trong họ Cẩm quỳ. Loài này được (Pau) Molero & J.M.Monts. mô tả khoa học đầu tiên năm 2005.